# Блокування обертання

Карданний підвіс із трьома осями обертання. Набір із трьох з'єднаних разом кілець підвісу дозволяє мати три ступені свободи: крен, тангаж і рискання.
Коли два кільця підвісу обертаються довкола однієї осі, система втрачає одну ступінь свободи.

Блокування обертання це втрата одного ступеню свободи в тривимірному, потрійному механізмі карданного підвісу, яка відбувається коли осі двох із трьох кілець підвісу знаходяться паралельно, чим призводять до того, що система може обертатися лише у виродженому двовимірному просторі.
Слово блокування в даному випадку вводить в оману: підвіс не обмежений в рухах. Всі три кільця підвісу можуть обертатися вільно відносно осей кріплення. Однак, внаслідок паралельної орієнтації двох осей підвісів неможливо здійснити рух довкола однієї осі.

## Карданний підвіс
Підвіс це кільце закріплене таким чином, що може обертатися довкола осі. Підвіси зазвичай вкладені один в одній для того, щоб здійснювати обертання довкола декількох осей.
Він використовується в гіроскопах і інерційних вимірювальних приладах для забезпечення фіксованої позиції внутрішнього кільця підвісу, в той час як зовнішнє кріплення підвісу може приймати будь-яке положення в просторі. В компасах і механізмах супермаховика підвіси дозволяють об'єктам залишатися в вертикальному положенні. Також вони використовуються для орієнтації ракетних двигунів.
Деякі системи координат в математиці поводять себе аналогічно реальним підвісам, що використовуються для заміру кутів, особливо кути Ейлера.
У випадку трьох або менше вкладених підвісів, блокування обертання неминуче відбувається в якийсь момент в системі через властивості накриття простору.

## Втрата ступенів свободи при використанні кутів Ейлера
Обертання в тривимірному просторі може бути чисельно представлене за допомогою матриць декількома способами. Одним із таких способів представлення є наступний:
{\displaystyle {\begin{aligned}R&={\begin{bmatrix}1&0&0\\0&\cos \alpha &-\sin \alpha \\0&\sin \alpha &\cos \alpha \end{bmatrix}}{\begin{bmatrix}\cos \beta &0&\sin \beta \\0&1&0\\-\sin \beta &0&\cos \beta \end{bmatrix}}{\begin{bmatrix}\cos \gamma &-\sin \gamma &0\\\sin \gamma &\cos \gamma &0\\0&0&1\end{bmatrix}}\end{aligned}}}
Перевіримо, наприклад, що відбувається коли {\displaystyle \beta ={\tfrac {\pi }{2}}}. Знаючи що {\displaystyle \cos {\tfrac {\pi }{2}}=0} і {\displaystyle \sin {\tfrac {\pi }{2}}=1}, вищенаведений вираз дорівнюватиме наступному:
{\displaystyle {\begin{aligned}R&={\begin{bmatrix}1&0&0\\0&\cos \alpha &-\sin \alpha \\0&\sin \alpha &\cos \alpha \end{bmatrix}}{\begin{bmatrix}0&0&1\\0&1&0\\-1&0&0\end{bmatrix}}{\begin{bmatrix}\cos \gamma &-\sin \gamma &0\\\sin \gamma &\cos \gamma &0\\0&0&1\end{bmatrix}}\end{aligned}}}
Виконуємо множення матриць:
{\displaystyle {\begin{aligned}R&={\begin{bmatrix}0&0&1\\\sin \alpha &\cos \alpha &0\\-\cos \alpha &\sin \alpha &0\end{bmatrix}}{\begin{bmatrix}\cos \gamma &-\sin \gamma &0\\\sin \gamma &\cos \gamma &0\\0&0&1\end{bmatrix}}&={\begin{bmatrix}0&0&1\\\sin \alpha \cos \gamma +\cos \alpha \sin \gamma &-\sin \alpha \sin \gamma +\cos \alpha \cos \gamma &0\\-\cos \alpha \cos \gamma +\sin \alpha \sin \gamma &\cos \alpha \sin \gamma +\sin \alpha \cos \gamma &0\end{bmatrix}}\end{aligned}}}
І нарешті, використовуючи формули тригонометрії, отримаємо:
{\displaystyle {\begin{aligned}R&={\begin{bmatrix}0&0&1\\\sin(\alpha +\gamma )&\cos(\alpha +\gamma )&0\\-\cos(\alpha +\gamma )&\sin(\alpha +\gamma )&0\end{bmatrix}}\end{aligned}}}
Зміна значень кутів {\displaystyle \alpha } і {\displaystyle \gamma } в вищенаведеній матриці матиме однаковий результат: змінюється кут обертання {\displaystyle \alpha +\gamma }, але вісь обертання залишається віссю в напрямі осі {\displaystyle Z}: останній стовпець і останній рядок матриці не змінюється. 
Уявімо літак який обертається довкола вищезгаданих кутів Ейлера використовуючи систему X-Y-Z. В такому випадку, перший кут - {\displaystyle \alpha } є кутом тангажу. Рискання буде задаватися кутом {\displaystyle {\tfrac {\pi }{2}}} і останній - {\displaystyle \gamma } - знов таки буде задавати тангаж. Через блокування обертання, він втратив одну із ступенів свободи - в цьому випадку можливість здійснювати крен.
Можна вибрати іншу систему для задавання матриці повороту із використанням кутів Ейлера замість системи X-Y-Z, а також вибрати інші варіаційні інтервали для кутів, але все одно буде як мінімум одне значення при якому буде втрачений ступінь свободи.
Відмітимо, що блокування обертання не робить кути Ейлера не вірними (вони завжди працюватимуть вірно в правильно заданій системі координат), але це робить їх непридатними для деяких практичних застосувань.